# ديفيد نيوتن شيلدون
ديفيد نيوتن شيلدون (بالإنجليزية: David Newton Sheldon)‏ هو عسكري أمريكي، ولد في 26 يونيو 1807 في Suffield, Connecticut ‏ في الولايات المتحدة، وتوفي في 4 أكتوبر 1889.